# روزا هندرسون
روزا هندرسون (بالإنجليزية: Rosa Henderson)‏ هي مغنية أمريكية، ولدت في 24 نوفمبر 1896 في هندرسون في الولايات المتحدة، وتوفيت في 6 أبريل 1968 في جزيرة روزفلت في الولايات المتحدة.

## وصلات خارجية
- روزا هندرسون على موقع ميوزك برينز (الإنجليزية)
- روزا هندرسون على موقع ميوزك برينز (الإنجليزية)
- روزا هندرسون على موقع أول ميوزيك (الإنجليزية)
- روزا هندرسون على موقع ديسكوغز (الإنجليزية)